# بابا جان (قشلاق أهر)
بابا جان (بالفارسية: باباجان) هي قرية تقع في إيران في قسم قشلاق الریفي. يقدر عدد سكانها بـ 150 نسمة بحسب إحصاء 2016.